# Neliopisthus densatus
Neliopisthus densatus är en stekelart som först beskrevs av Thomas Say 1835.  Neliopisthus densatus ingår i släktet Neliopisthus och familjen brokparasitsteklar. Inga underarter finns listade i Catalogue of Life.